# Мар'ївка (Добропілля)
Мар'ївка — скасоване село в Добропільському районі. Східна частина скасованого села увійшла до складу міста Добропілля, а західна частина села була приєднана до селища Святогорівка. Скасоване село розділене залізницею яка  є кордоном між селищем Святогорівка і містом Добропілля.

## Історія
Вперше Мар'ївка згадується в Списку населених місць Російської імперії від 1859 роки як власницьке село Мар'їнське при річці Бик по ліву сторону великий чумацького дороги Харківської дороги. Східною межею села був Суччя балка за якою знаходився хутір Преображений, а західною Святогорівська балка за якою знаходилося село Святогорівка, з півдня кордоном була річка Бик. Село налічувала 23 подвір'я з населенням 82 осіб чоловічої статі, і 86 жіночої статі.
У 1911 році село налічувала 66 дворів які населяли 856 чоловік. Землею були забезпечені 72 людини з середнім розміром на одну людину 1,0 десятин що в перекладі на гектари становить 1,6 гек.
Станом на 1923 рік село Мар'ївка належала до Криворізької волості, Бахмутського округу.
У 1947 році початок будівництва залізниці Мерцалове - Дубово від шахти № 17-18 ім.РККА ст.Лунная в Добропіллі в напрямку хутора Білозерка в зв'язку з чим колишнє село Мар'ївка була розділена навпіл високим залізничним насипом.

## Підприємства
- станом 1923 рік - Красноармійський рудник колишній Святогорівський рудник. Власник У.Г.К.П. Добували курне вугілля. На підприємстві працювало 490 чоловік.[5]
- станом 1923 рік - Хлібопекарня

## Населення
- 1859 - 168 чоловік.